# Хэ Цзычжэнь
Хэ Цзычжэ́нь (кит. трад. 賀子珍, упр. 贺子珍, пиньинь Hè Zǐzhēn; 20 сентября 1910 ― 19 апреля 1984) ― третья жена председателя Китайской Народной Республики Мао Цзэдуна. Их брак продлился с мая 1930 по 1937 год.

## Биография
Хэ Цзычжэнь родилась в уезде Юнсинь провинции Цзянси 20 сентября 1910 года, во время империи Цин. Вступила в комсомол в 1925 году. Окончила Юнсиньскую школу для девочек и присоединилась к Коммунистической партии Китая в 1926 году.
Хэ Цзычжэнь познакомилась с Мао Цзэдуном в горах Цзинганшань весной 1928 года. Вместе свёл их Юань Вэнькай, одноклассник её старшего брата. Имевшая большие познания в теории партизанской войны и будучи способным бойцом, Хэ Цзычжэнь также считалась и прекрасным стрелком, за что получила прозвище «девочка-генерал с двумя стволами». Когда они поженились, Мао ещё не успел развестись со своей второй женой Ян Кайхуэй и она ещё не была к тому моменту арестована.
Хэ Цзычжэнь родила три дочери и три сына от Мао Цзэдуна, но кроме их дочери, Ли Мин, все они либо умерли в раннем возрасте, либо воспитывались отдельно от своей семьи. Их старшая дочь, которая росла в чужой семье в провинции Фуцзянь, была найдена и признана братом Хэ Цзычжэнь в 1973 году, однако со своими родителями в сознательном возрасте никогда не встречалась.
Два английских исследователя, которые в 2002―2003 гг. проследили путь Великого похода китайских коммунистов обнаружили женщину, которую, как они считают, могла быть пропавшим ребёнком Мао, оставленном им на попечении в 1935 году.
В 1937 году уехала в Советский Союз для лечения ран, полученных в бою. Там же прослушала курс в Коммунистическом университете трудящихся Востока имени И. В. Сталина.
Пока Хэ Цзычжэнь находилась в России, Мао встретил и женился на своей четвёртой жене, Цзян Цин. После возвращения в Китай в 1947 году, она обнаружила, что не может надеяться на какую-либо политическую роль в Пекине. Позже она стала председателем Женского союза провинции Чжэцзян. В 1984 году умерла в Шанхае в полном одиночестве.
В 2007 году в Юнсине был открыт мемориальный комплекс, посвящённый Хэ Цзычжэнь. На церемонии открытия присутствовала её дочь Ли Мин.